# Wstęga przyśrodkowa
Wstęga przyśrodkowa, wstęga Reila (łac. lemniscus medialis, lemniscus Reil) – pasma włókien nerwowych ośrodkowego układu nerwowego, należące do sznurów tylnych, które prowadzą informacje o ułożeniu przestrzennym kończyn. Wstęga przyśrodkowa zawiera włókna czuciowe jądra smukłego i klinowatego, prowadzące z rdzenia przedłużonego do jądra brzusznego tylno-bocznego wzgórza.
Należy do drogi sznurów grzbietowych, która prowadzi czucie dotyku, wibracji jak również propriocepcję. Uszkodzenie prowadzi do ubytku czucia głębokiego dotyku i wibracji.
Nazwa eponimiczna upamiętnia niemieckiego anatoma Johanna Christiana Reila.